# Oreolais
Oreolais — рід горобцеподібних птахів родини тамікових (Cisticolidae). Представники цього роду мешкають в горах Центральної Африки. Раніше їх відносили до роду Нікорник (Apalis).

## Види
Виділяють два види:
- Нікорник чорносмугий (Oreolais pulcher)
- Нікорник рудобокий (Oreolais ruwenzorii)